# Xã Galva, Quận Ida, Iowa
Xã Galva (tiếng Anh: Galva Township) là một xã thuộc quận Ida, tiểu bang Iowa, Hoa Kỳ. Năm 2010, dân số của xã này là 588 người.